# 四帶紋唇魚
四帶紋唇魚（学名：Osteochilus partilineatus）是輻鰭魚綱鯉形目鯉科紋唇魚屬的其中一個種，該物種分布於亞洲婆羅洲，體長可達5.4公分，棲息在中底層水域。